# Markian Popow
Markian Michajłowicz Popow (ros. Маркиан Михайлович Попов; ur. 20 października?/2 listopada 1902 we wsi Ust-Miedwiedickaja, zm. 22 kwietnia 1969 w Moskwie) – radziecki dowódca wojskowy, generał armii, szef sztabu Wojsk Lądowych RKKA, Bohater Związku Radzieckiego (1965), deputowany do Rady Najwyższej ZSRR 2., 3., 4., 5. i 6. kadencji.

## Życiorys

### Dzieciństwo i młodość
Urodził się 2 listopada 1902 we wsi Ust-Miedwiedickaja (ob. Sierafimowicz w obwodzie wołgogradzkim), w rodzinie urzędnika carskiego.
Od 1920 r. w Robotniczo-Chłopskiej Armii Czerwonej. Uczestnik wojny domowej 1918–1920 na Froncie Zachodnim. W 1922 r. ukończył kurs oficerów piechoty, w 1925 kursy doskonalące oficerów RKKA im. marsz. Borisa Szaposznikowa (KUKS „Wystrzał”), a w 1936 Akademię Wojskową im. Michaiła Frunzego.
Był szefem sztabu brygady zmechanizowanej i korpusu, zastępcą dowódcy – szefem sztabu i od 1939 r. dowódcą 1 Samodzielnej Armii. Od stycznia 1941 dowódca Leningradzkiego Okręgu Wojskowego.

### II wojna światowa
W czasie II wojny światowej, po ataku Niemiec na ZSRR, od czerwca 1941 dowodził Frontem Północnym, a następnie Frontem Leningradzkim. Od listopada 1941 dowódca 61. Armii, od lipca 1942 – 40 Armii, a od października 1942 zastępca dowódcy Frontu Stalingradzkiego, później Frontu Południowo-Zachodniego, od listopada dowódca 5 Armii Uderzeniowej, a od grudnia – 5 Armii Pancernej.
Następnie od kwietnia 1943 dowodził Frontem Rezerwowym Dowódcy, od czerwca do października 1943 Frontem Briańskim, a od października 1943 do kwietnia 1944 Frontem Nadbałtyckim i 2 Frontem Nadbałtyckim.
W kwietniu 1944 – po nieudanej próbie przełamania obrony nieprzyjaciela na Bałtyku – zwolniony z funkcji dowódcy 2 Frontu Nadbałtyckiego. 20 kwietnia 1944 obniżono mu stopień do generała-pułkownika. Od kwietnia 1944 szef sztabu Frontu Leningradzkiego, 2 Frontu Nadbałtyckiego i ponownie Frontu Leningradzkiego.
Uczestnik bitew: moskiewskiej, stalingradzkiej, kurskiej, leningradzkiej. Walczył pod Nowogrodem, uczestniczył w zajęciu Karelii i wybrzeża Bałtyku.

### Okres powojenny
Po wojnie dowódca Lwowskiego Okręgu Wojskowego (1945–1946) i Taurydzkiego Okręgu Wojskowego (1946 – 1954). 3 sierpnia 1953 ponownie awansowany na stopień generała armii. Od stycznia 1955 zastępca szefa, a następnie szef Zarządu Gotowości Bojowej Wojsk Lądowych, od sierpnia 1956 szef sztabu Wojsk Lądowych. Od lipca 1962 inspektor wojskowy – doradca w Grupie Inspektorów Wojskowych Ministerstwa Obrony ZSRR. Deputowany do Rady Najwyższej ZSRR od 2. do 6. kadencji.
Zmarł 22 kwietnia 1969 w Moskwie i został pochowany na Cmentarzu Nowodziewiczym.

## Awanse
- generał porucznik – 4 czerwca 1940;
- generał pułkownik – 23 kwietnia 1943;
- generał armii – 26 sierpnia 1943 (obniżenie stopnia 20 kwietnia 1944; ponowny awans 3 sierpnia 1953).

## Odznaczenia
- Medal „Złota Gwiazda” Bohatera Związku Radzieckiego (7 maja 1965)
- Order Lenina – pięciokrotnie
- Order Czerwonego Sztandaru – trzykrotnie
- Order Suworowa I klasy – dwukrotnie
- Order Kutuzowa I klasy – dwukrotnie
- Order Czerwonej Gwiazdy
- I medale